# Carlo Parola
Carlo Parola (20. září 1921 Turín, Italské království – 22. březen 2000 Turín, Itálie) byl italský fotbalový záložník a trenér.

## Hráčská kariéra
Fotbalovou kariéru začal v 18 letech v roce 1939 v Juventusu. Za bianconeri odehrál během 13 sezon 310 prvoligových utkání. Vyhrál dva tituly (1949/50, 1951/52) a jeden domácí pohár 1941/42. V roce 1954 byl prodán do Lazia, kde po sedmi odehraných utkání ukončil kariéru.
Za reprezentaci odehrál deset utkání. Jedno utkání odehrál na MS 1950 proti Švédsku (2:3).

## Trenérská kariéra
Po ukončení hráčské kariéry se rozhodl pro roli asistenta trenéra v Laziu. Po jedné sezoně se rozhodl vzít angažmá v Anconitaně, kde byl tři roky. Vyhrál regionální ligu a slavil postup do třetí ligy. Od roku 1959 se stal trenérem Juventusu v pozici technického ředitele. Vyhrál dvakrát titul (1959/60, 1960/61) a také pohár (1958/59, 1959/60). V roce 1962 již trénoval třetíligové Prato. Do nejvyšší ligy se vrátil v roce 1968, když se stal trenérem Neapole. Po jedné sezoně odešel do Novary, kde zůstal do roku 1974.
V roce 1974 se jeho bývalý spoluhráč Boniperti stal prezidentem Juventusu a přemluvil jej, aby nahradil trenéra Vycpálka, který skončil na lavičce bianconeri. První sezona 1974/75 skončila titulem. V následující sezoně skočil klub na 2. místě, když neuspěl před městským rivalem Turínem. Uvnitř týmu se rozpadala morálka, a tak se prezident klubu rozhodl jej nahradit jiným trenérem Trapattonim. Poté ještě několik let byl stále pozorovatelem v Juventusu.

## Hráčská statistika
| Sezóna  | Klub     | Liga      | Liga   | Liga | Ligové poháry | Ligové poháry | Ligové poháry | Kontinentální poháry | Kontinentální poháry | Kontinentální poháry | Celkem | Celkem |
| Sezóna  | Klub     | Soutěž    | Zápasy | Góly | Soutěž        | Zápasy        | Góly          | Soutěž               | Zápasy               | Góly                 | Zápasy | Góly   |
| ------- | -------- | --------- | ------ | ---- | ------------- | ------------- | ------------- | -------------------- | -------------------- | -------------------- | ------ | ------ |
| 1939/40 | Juventus | Serie A   | 4      | 1    | IP            | 1             | 1             | -                    | 0                    | 0                    | 5      | 2      |
| 1940/41 | Juventus | Serie A   | 10     | 1    | -             | 0             | 0             | -                    | 0                    | 0                    | 10     | 1      |
| 1941/42 | Juventus | Serie A   | 13     | 2    | IP            | 3             | 0             | -                    | 0                    | 0                    | 16     | 2      |
| 1942/43 | Juventus | Serie A   | 27     | 0    | IP            | 2             | 0             | -                    | 0                    | 0                    | 29     | 0      |
| 1945/46 | Juventus | 1. divize | 39     | 2    | -             | 0             | 0             | -                    | 0                    | 0                    | 39     | 2      |
| 1946/47 | Juventus | Serie A   | 35     | 0    | -             | 0             | 0             | -                    | 0                    | 0                    | 35     | 0      |
| 1947/48 | Juventus | Serie A   | 34     | 2    | -             | 0             | 0             | -                    | 0                    | 0                    | 34     | 2      |
| 1948/49 | Juventus | Serie A   | 25     | 1    | -             | 0             | 0             | -                    | 0                    | 0                    | 25     | 1      |
| 1949/50 | Juventus | Serie A   | 35     | 2    | -             | 0             | 0             | -                    | 0                    | 0                    | 35     | 2      |
| 1950/51 | Juventus | Serie A   | 35     | 1    | -             | 0             | 0             | -                    | 0                    | 0                    | 35     | 1      |
| 1951/52 | Juventus | Serie A   | 15     | 1    | -             | 0             | 0             | -                    | 0                    | 0                    | 15     | 0      |
| 1952/53 | Juventus | Serie A   | 25     | 0    | -             | 0             | 0             | -                    | 0                    | 0                    | 25     | 0      |
| 1953/54 | Juventus | Serie A   | 13     | 0    | -             | 0             | 0             | -                    | 0                    | 0                    | 13     | 0      |
| 1954/55 | Lazio    | Serie A   | 7      | 0    | -             | 0             | 0             | -                    | 0                    | 0                    | 7      | 00     |
| Celkem  | Celkem   | Celkem    | 317    | 12   | -             | 6             | 1             | -                    | 0                    | 0                    | 323    | 13     |

## Hráčské úspěchy

### Klubové
- 2× vítěz italské ligy (1949/50, 1951/52)
- 1× vítěz italského poháru (1941/42)

### Reprezentační
- 1× na MS (1950)
- 1× na MP (1948–1953)

## Trenérské úspěchy

### Klubové
- 3× vítěz italské ligy (1959/60, 1960/61, 1974/75)
- 2× vítěz italského poháru (1958/59, 1959/60)